# Lapparv
Lapparv (Cerastium cerastoides) är en växtart i familjen nejlikväxter.